# Germantown (Maryland)
Germantown ist ein Census-designated place im Montgomery County im US-amerikanischen Bundesstaat Maryland. Das U.S. Census Bureau hat bei der Volkszählung 2020 eine Einwohnerzahl von 91.249 ermittelt.
Die Siedlung liegt 25 km von Washington, D.C. entfernt und gehört zur Washington Metropolitan Area.

## Geografie
Germantown liegt im westlichen Teil von Maryland wenige Kilometer nördlich des Potomac River, der die Grenze zu Virginia bildet. Im Süden befindet sich Washington, D.C. und im Osten grenzt Germantown an Gaithersburg. Die nächstgrößere Straße ist die Interstate 270, die von Bethesda (Maryland) bis Frederick (Maryland) führt.
Das Gebiet des Ortes ist über 28 km² groß.

## Geschichte
In den 30er- und 40er-Jahren des 19. Jahrhunderts geriet das heutige Siedlungsgebiet in den Fokus vieler Geschäftsleute, die zum großen Teil aus Deutschland stammten. Trotz einer Vielzahl an Englisch sprechenden Landwirten und Landbesitzern setzten sich die deutschstämmigen Geschäftsleute bei der Namensgebung des Ortes durch.
Am 20. April 1865 wurde George Atzerodt, einer der Verschwörer bei der Ermordung von Abraham Lincoln, in Germantown festgenommen. Er sollte auf Befehl von John Wilkes Booth Vizepräsident Andrew Johnson ermorden. Atzerodt bekam es aber mit der Angst zu tun und floh aus Washington, D.C. in der Nacht, in der Lincoln erschossen wurde. Später wurde er in Washington hingerichtet.
Im Januar 1958 siedelte die United States Atomic Energy Commission von Washington nach Germantown um. Dadurch könnte sie bei einem möglichen Atomangriff auf die Hauptstadt der USA aktiv bleiben. Heute befindet sich dort ein Verwaltungsgebäude des Energieministeriums, das als Hauptquartier für die Umweltforschung dient.
Seit 1980 wurden verstärkt Wohngegenden gebaut. Auch eine städtische Infrastruktur wurde errichtet.

## Bildung
Die öffentlichen Schulen in Germantown sind Teil des Montgomery County Public Schools-Systems.
- Elementary School: Cedar Grove Elementary School, Clopper Mill Elementary School, Fox Chapel Elementary School, Germantown Elementary School, Great Seneca Creek Elementary School, Captain James E. Daly Jr. Elementary School, Lake Seneca Elementary School, Ronald McNair Elementary School, Sally K. Ride Elementary School, Spark Matsunaga Elementary School, S. Christa McAuliffe Elementary School, Waters Landing Elementary School und William B. Gibbs, Jr. Elementary School
- Middle School: Kingsview Middle School, Dr. Martin Luther King Jr. Middle School, Neelsville Middle School und Roberto W. Clemente Middle School
- Highschool: Northwest High School und Seneca Valley High School.

Das Montgomery College, die höchste Bildungseinrichtung im Montgomery County, hat einen Campus in Germantown.

## Verkehr
Germantown liegt an der Interstate 270 und besitzt einen Bahnhof, der von der MARC Train befahren wird und der Aufsicht der CSX Transportation unterliegt. Dieser Bahnhof wurde neu gebaut, nachdem der alte 1978 abgebrannt war.
Das öffentliche Transportnetzwerk Ride On befährt in Germantown 20 Busrouten.

## Wirtschaft
Die größten Unternehmen in Germantown sind Qiagen, WeatherBug, Library Systems & Services, Hughes Communications und Availink, Inc.

## Kultur

### Musik und Kunst
In Germantown befindet sich das BlackRock Center for the Arts, ein Kunst- und Kulturzentrum, das 2002 eröffnet wurde. Darin befinden sich ein Theater, ein Tanzstudio sowie diverse Übungsräume für Musik und Kunst. Eines der größten Events ist das Germantown Oktoberfest.

### Popkultur
Germantown kommt in mehreren Folgen der Fernsehserie Akte X vor. Im Videospiel Fallout 3 ist Germantown ebenfalls Teil der Handlung.

### Sport
Mit dem Maryland SoccerPlex besitzt der Ort einen Sportkomplex, der ein 5126 Zuschauer fassendes Stadion beinhaltet. Von 2009 bis 2011 wurden hier die Heimspiele der ehemaligen professionellen Frauenfußballmannschaft Washington Freedom ausgetragen. Seit 2013 trägt die professionelle Frauenfußballmannschaft Washington Spirit hier ihre Heimspiele aus.
Mit den Washington Freedom Futures spielt seit 2004 ein weiterer Frauenfußballklub in dem Stadion. Die Mannschaft aus der W-League war Teil der Klubstruktur um Washington Freedom.
Des Weiteren nutzt das Major-League-Soccer-Franchise D.C. United den SoccerPlex als Ausweichstadion.

## Bekannte Personen
Die folgenden Personen sind in Germantown geboren oder haben dort einen wesentlichen Teil ihres Lebens verbracht:
- Wernher von Braun (1912–1977), deutscher Raketeningenieur, arbeitete von Juli 1972 bis Dezember 1976 für den Luft- und Raumfahrtkonzern Fairchild in Germantown.
- Mark Bryan, US-amerikanischer Musiker (Hootie and the Blowfish)
- Clutch, US-amerikanische Band
- Dean Felber, US-amerikanischer Musiker (Hootie and the Blowfish)
- Walter Johnson (1887–1946), US-amerikanischer Baseballspieler
- Gina Schock, US-amerikanische Musikerin (Go-Go’s)
- Isaiah Swann (* 1985), Basketballspieler
- Frank Warren, Gründer von PostSecret